# RAECモンス
RAECモンス (フランス語: Royal Albert Elisabeth Club de Mons) は、かつてベルギー・エノー州モンスを本拠地としていたサッカークラブである。

## 歴史
1909年創設。1919年にベルギーサッカー協会に加入した。
2015年2月16日にクラブは破産を発表、5月18日にはRoyale Union Sportive Genly-Quévy（現クラブ名：Royal Albert Quévy-Mons）へ引き継ぐ形で解散した。

## 獲得タイトル

### 国内タイトル
- ベルギー・セカンドディビジョン：1回
  - 2005-06
- ベルギー・サードディビジョン：3回
  - 1948-49, 1984-85 (A), 1999-2000 (B)

### 国際タイトル
なし

## 近年の成績
- 2002-03 ジュピラーリーグ 9位
- 2003-04 ジュピラーリーグ 16位
- 2004-05 ジュピラーリーグ 18位 降格
- 2005-06 2部リーグ 優勝 昇格
- 2006-07 ジュピラーリーグ 9位
- 2007-08 ジュピラーリーグ 16位
- 2008-09 ジュピラー・プロ・リーグ 18位 降格
- 2009-10 ベルギー・セカンドディビジョン 3位
- 2010-11 ベルギー・セカンドディビジョン 3位 昇格
- 2011-12 ジュピラー・プロ・リーグ 10位
- 2012-13 ジュピラー・プロ・リーグ 7位
- 2013-14 ジュピラー・プロ・リーグ 16位 降格
- 2014-15 ベルギー・セカンドディビジョン 7位 解散

## 歴代監督
- チェドミル・ヤネフスキ 2013.9-現在

## 歴代所属選手

### DF
- ハニー・サイード 2006-2007
- アレッサンドロ・ピストーネ 2007-2008

### MF
- キース・ケリー 2002-2003
- オシン・ラグ 2006-2009
- ダヴィド・フロリヴァル 2008-2009

### FW
- ギャレット・クシュ 1997-1998